# Juan de Prado (beato)
Juan de Prado Díez (Morgovejo, c. 1563 - Marraquech, 24 de mayo de 1631) fue un sacerdote católico español y miembro profeso de la Orden de los Frailes Menores. Formó parte de las misiones al Marruecos musulmán a petición papa Urbano VIII y llevó consuelo a la pequeña población cristiana allí, antes de que el gobernante lo asesinara.
El papa Benedicto XIII confirmó su beatificación a mediados de 1728, tras confirmar que el sacerdote había sido asesinado el odio a su fe cristiana.

## Vida
Juan de Prado nació en Morgovejo (León), alrededor de 1563, en una familia noble y quedó huérfano en algún momento antes de 1568. Realizó estudios de Teología en la universidad de Salamanca, y entró en la Orden de Frailes Menores en el convento de Rocamador (Badajoz) en 1584.
Posteriormente fue ordenado y comenzó su ministerio como predicador. Sirvió en varias casas franciscanas como maestro de novicios y más tarde como tutor. En 1610 fue elegido ministro provincial de la Provincia Franciscana de San Diego de Andalucía.
En 1613, un brote de peste en Marruecos mató a todos los franciscanos comprometidos allí en misión. De Prado fue designado por el papa Urbano VIII como misionero apostólico para trabajar entre la pequeña población cristiana. Con el beneplácito del sultán 'Abd al-Malik, él y dos compañeros partieron el 27 de noviembre de Cádiz y llegaron a la misión en Marraquech, donde evangelizó y brindó consuelo a los fieles allí, mientras también les administraba los sacramentos. También se dedicaron a trabajar entre los esclavos cristianos.
Tras fallecer al-Malik, su hermano Mulaj al-Walīd ordenó a los misioneros salieran del país, pero los tres franciscanos no lo hicieron y continuaron con su actividad. El nuevo sultán Mulaj al-Walīd los hizo arrestar y encarcelar. Fueron condenados a trabajos forzados en la trituración de salitre, necesario para la fabricación de pólvora. Interrogados por el sultán, no dudaron en profesar su fe cristiana y fueron azotados por ello. En un interrogatorio público posterior, de Prado ignoró la presencia del sultán y dirigió su atención y declaraciones a algunos apóstatas presentes. Al-Walid lo golpeó y lo tiró al suelo. Luego, De Prado fue herido por dos flechas. El sultán ordenó que de Prado ardiera en la hoguera, pero como continuaba exhortando a los verdugos que siguieran a Cristo, uno de ellos se impacientó y le reventó la cabeza con una piedra.

## Beatificación
El papa Benedicto XIII confirmó el 24 de mayo de 1728 que el difunto franciscano había sido asesinado «in odium fidei» (por odio a la fe), lo que permitió su beatificación formal.